# Satyrium fimbriatum
Satyrium fimbriatum är en orkidéart som beskrevs av Victor Samuel Summerhayes. Satyrium fimbriatum ingår i släktet Satyrium och familjen orkidéer. Inga underarter finns listade i Catalogue of Life.